# Ковригинский сельсовет
Ковригинский сельсовет — сельское поселение в Городецком районе Нижегородской области.
Административный центр — деревня Ковригино.

## История
Статус и границы сельского поселения установлены Законом Нижегородской области от 15 июня 2004 года № 60-З «О наделении муниципальных образований - городов, рабочих посёлков и сельсоветов Нижегородской области статусом городского, сельского поселения».

## Население
| 2002  | 2010  | 2012  | 2013  | 2014  | 2015  | 2016  |
| ----- | ----- | ----- | ----- | ----- | ----- | ----- |
| 1312  | ↘1180 | ↘1153 | ↘1120 | ↘1103 | ↘1084 | ↘1073 |
| 2017  | 2018  | 2019  | 2020  | 2021  |       |       |
| ↘1072 | ↘1059 | ↘1039 | ↘1020 | ↗1030 |       |       |

## Состав сельского поселения
| №  | Населённый пункт | Тип населённого пункта          | Население |
| -- | ---------------- | ------------------------------- | --------- |
| 1  | Ахлебаиха        | деревня                         | ↘7        |
| 2  | Белоглазово      | деревня                         | ↘3        |
| 3  | Бледны           | деревня                         | ↗22       |
| 4  | Боковка          | деревня                         | ↘16       |
| 5  | Высоково         | деревня                         | ↘23       |
| 6  | Гришманово       | деревня                         | ↘13       |
| 7  | Завидлево        | деревня                         | ↗8        |
| 8  | Ковригино        | деревня, административный центр | ↗674      |
| 9  | Конево           | деревня                         | ↘29       |
| 10 | Коробейниково    | деревня                         | ↘5        |
| 11 | Косково          | деревня                         | ↘132      |
| 12 | Курочкино        | деревня                         | ↘3        |
| 13 | Курцево          | деревня                         | ↘40       |
| 14 | Лосево           | деревня                         | ↘0        |
| 15 | Мошкино          | деревня                         | ↘133      |
| 16 | Никулино         | деревня                         | →1        |
| 17 | Ноздрино         | деревня                         | ↘10       |
| 18 | Петухово         | деревня                         | ↘3        |
| 19 | Прозорово        | деревня                         | ↘4        |
| 20 | Репино           | деревня                         | ↘11       |
| 21 | Романово         | деревня                         | ↘23       |
| 22 | Руя              | деревня                         | ↘6        |
| 23 | Савино           | деревня                         | ↘14       |
| 24 | Филипцево        | деревня                         | →0        |
| 25 | Черна            | деревня                         | ↘0        |